# Steffen Tepel
Steffen Tepel, né le 13 juillet 1985, est un ancien spécialiste du combiné nordique allemand. Il a notamment terminé 2e du classement général de la coupe du monde B en 2007 et réalisé neuf podiums dans des épreuves de cette compétition.
Lors de l'Universiade d'hiver de 2009, il remporte l'or sur le Gundersen et l'argent dans l'épreuve par équipe avec Florian Schillinger et Jens Kaufmann. Il termine sa carrière par une seconde place sur le Gundersen à l'Universiade d'hiver de 2011.
Il est entraîneur de l'équipe de coupe continentale de l'équipe suisse de combiné nordique entre août 2011 et mars 2013 puis il devient l'entraîneur en chef de cette équipe jusqu'en avril 2014.

## Biographie

### Jeunesse et débuts professionnels

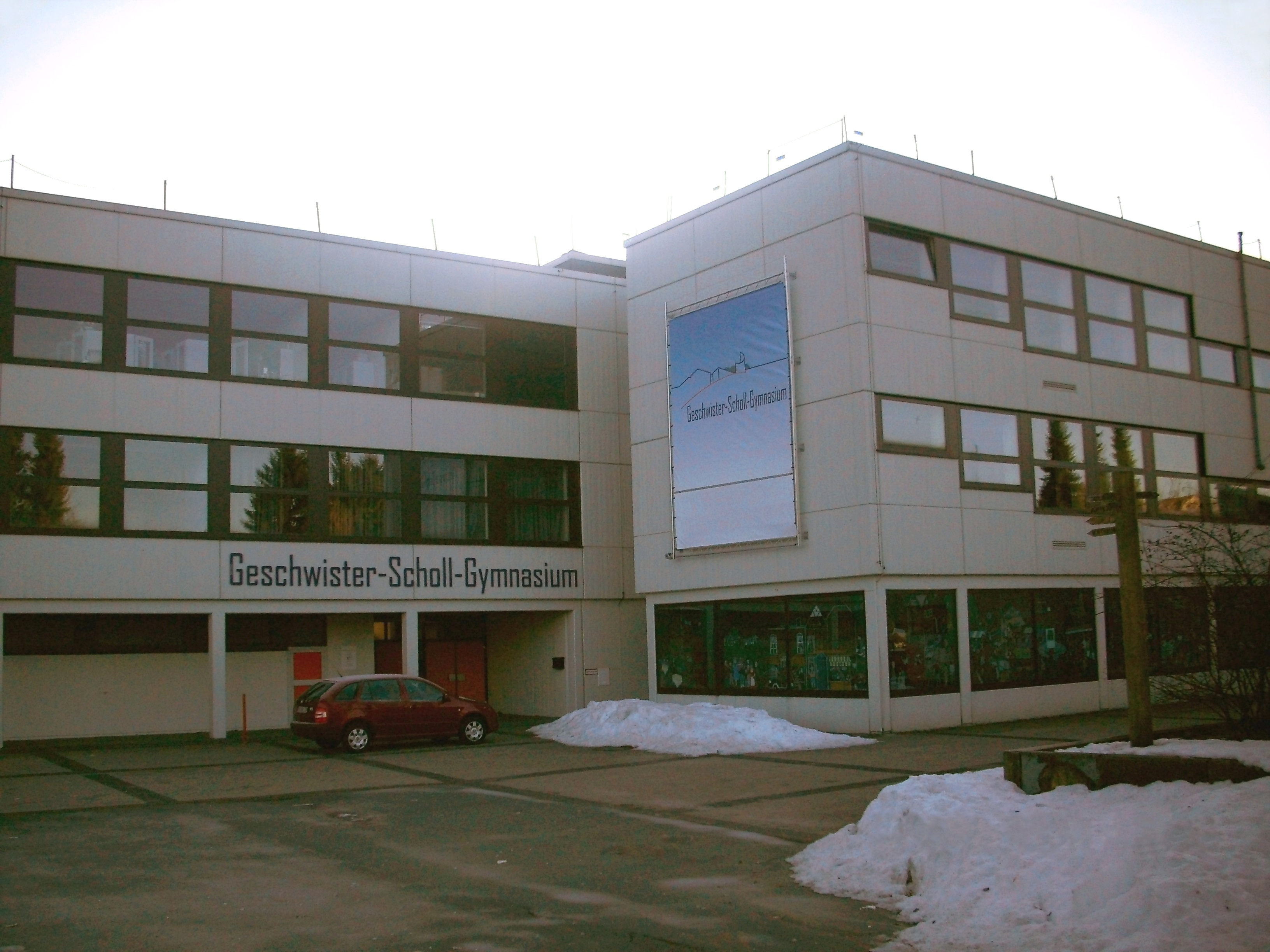
Le lycée où il a étudié

Il a commencé le combiné nordique en 1993. Il a été étudiant à l'École élite des sports (de) du lycée de Winterberg/Willingen. En 2001, il termine 5e de la coupe d'Allemagne chez les moins de 16 ans. En 2002, il termine 10e de la coupe d'Allemagne chez les moins de 17 ans.
Le 14 décembre 2002, il commence sa carrière à Klingenthal sur une épreuve de l'Alpen Cup où il se classe 14e. Il débute en coupe du monde B le 19 janvier 2003 à Oberwiesenthal où il se classe 50e à plus de 3 minutes du vainqueur Frédéric Baud. Il participe également aux deux courses de coupe du monde B de Klingenthal puis à des compétitions juniors à Planica. Il débute sur le Grand prix d'été en 2003 à l'étape de Winterberg où il se classe 30e.
Il passe la majorité de la saison 2003-2004 sur des courses FIS. Il signe quatre podiums : une 3e et 2e place à Predazzo, une 3e à Klingenthal et une 3e place à Saint-Moritz ce qui lui permet de terminer 3e au classement général de la compétition. Il participe également à une épreuve de coupe du monde B à Klingenthal où il se classe 13e,. Le 17 juillet 2004, il participe aux championnats d'Allemagne de saut à ski (de) où il remporte la Klasse B.
Lors de la saison 2004-2005, il participe à six courses de la coupe du monde B. Son meilleur résultat est une 5e place à Pragelato. Lors des championnats du monde juniors 2005 (pl), il termine 17e du Gundersen, 9e du sprint et premier dans l'épreuve par équipe avec Florian Schillinger, Tom Beetz et Tino Edelmann,,. Le relais allemand a dominé le saut et l'épreuve de fond et remporte l'épreuve avec 92 points d'avance sur la France,,. À la suite de cette médaille, il déclare vouloir obtenir une médaille aux Jeux olympiques d'hiver de 2010 à Vancouver. Lors de l'été 2005, il termine 14e du sprint lors des championnats d'Allemagne. Il participe au Grand prix d'été 2005 où il termine 31e à Berchtesgaden, 20e à Bischofshofen, 31e et 21e à Steinbach-Hallenberg ce qui lui permet de se classer 20e au classement général de la compétition.
Il passe l'intégralité de la saison en coupe du monde B. Blessé en début de saison, il débute à Chaux-Neuve, où il termine 27e et 12e. Il participe ensuite aux épreuves de Karpacz où il signe deux Top 10. Le 5 mars 2006, il signe son premier podium à Klingenthal,. Il termine 23e du classement général de la coupe du monde B. Il participe à deux compétitions du Grand prix d'été 2006. Il se classe 13e à Bischofshofen et 38e à Klingenthal.

### L'apogée
Il commence la saison 2006-2007 en coupe du monde B. Lors de la tournée nord américaine, il réalise un podium à Park City et deux 4e (une sur un sprint à Steamboat Springs et l'autre dans sprint par équipes à Lake Placid). Il passe ensuite sur la coupe du monde où il obtient son meilleur résultat en individuel : une 15e place à Oberstdorf,. Il retourne ensuite sur la coupe du monde B. Malgré une belle fin de saison où il réalise trois podiums (deux 2e places à Stryn et une 3e place à Kuusamo), une 6e et une 7e place lors des cinq dernières courses de la saison, il ne peut résister au retour de Einar Uvsløkk et termine 2e du classement général de la compétition,,,.

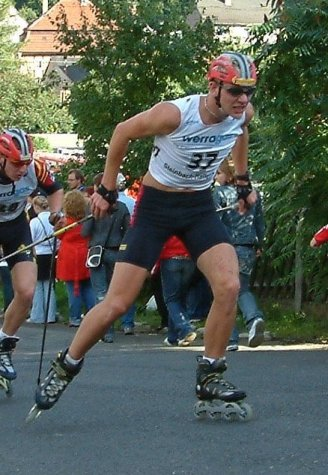
Christian Beetz en 2004

Lors des championnats d'Allemagne de combiné nordique 2007 disputés chez lui à Winterberg, il se classe 2e sur le sprint derrière Christian Beetz,. La victoire s'est joué au sprint entre les outsiders car les deux favoris Björn Kircheisen et Georg Hettich se sont trompés de parcours dans le dernier tour. Il participe à trois épreuves du Grand prix d'été. Il se classe 13e à Klingenthal, il abandonne à Oberhof et il termine 27e à Bischofshofen ce qui lui permet de terminer 24e au classement général.
Le 11 septembre 2007, il se blesse à l'humérus droit à l'entraînement à Oberstdorf,. En 2008, il intègre l'Université de Constance, il devient membre du groupe sportif de la défense (de) et il s'entraîne au centre de formation olympique (de) de Fribourg-en-Brisgau,. Il revient à la compétition aux championnats d'Allemagne 2008 où il se classe 13e et 15e.
Il commence de la saison 2008-2009 en coupe continentale,. Il obtient un podium à Whistler lors de la troisième course de la saison. Début janvier, il participe à trois épreuves de la coupe du monde. Il se classe 25e à Schonach, 34e au Val di Fiemme et il abandonne la seconde course au Val di Fiemme. Il participe ensuite à l'Universiade d'hiver de 2009, il remporte l'or sur le Gundersen. Parti avec 1 min 8 s de retard derrière Petr Kutal, il termine premier avec 16 s 6 d'avance sur Chota Hakateyama. Il termine 2e derrière le Japon de l'épreuve par équipe Florian Schillinger et Jens Kaufmann. Lors du Mass start, il termine 2e de 10 km de ski de fond mais à cause de deux sauts assez courts (87 m et 83,5 m) il termine finalement 5e. Il termine la saison en coupe continentale où il se classe 19e au classement final. A l'été 2009, il participe au Grand prix d'été où il se classe 26e à Hinterzarten et 49e au classement final.
Il commence la saison 2009-2010 par deux podiums à Park City en coupe continentale. Il participe à trois épreuves de la coupe du monde mais il n'inscrit aucun point. Il termine la saison en coupe continentale au 9e rang. Il termine 6e sur le Gundersen et 4e de l'épreuve par équipe avec Stefan Tuss des championnats d'Allemagne. Il participe ensuite au Grand prix d'été où il se classe 18e et 26e à Oberstdorf puis 11e à Oberwiesenthal,,. Il se classe au 20e rang final du grand prix d'été.

### La fin de la carrière et la reconversion

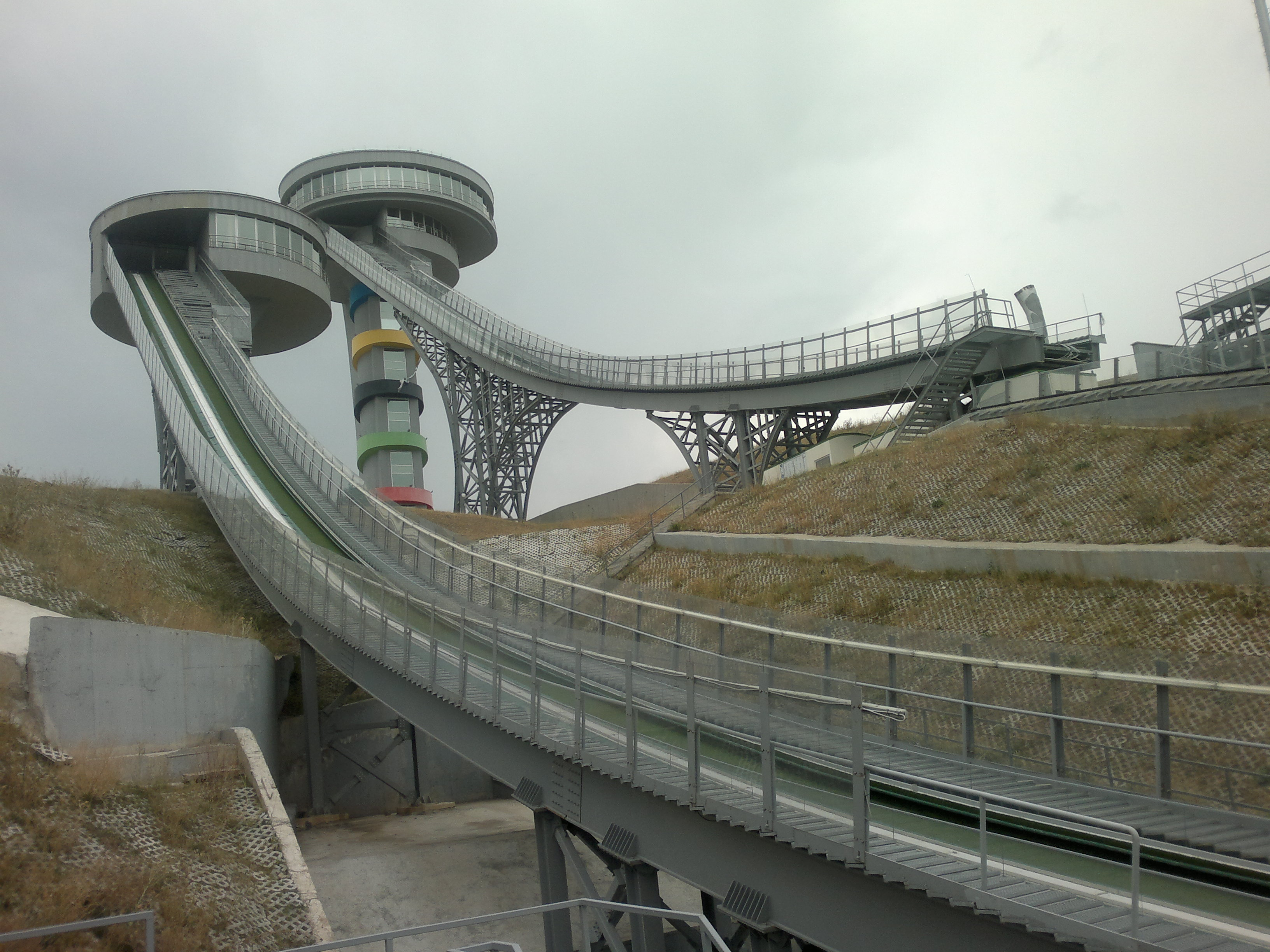
Le tremplin d'Erzurum.

La saison 2010-2011 est sa dernière en tant qu’athlète. Il participe aux premières étapes de la coupe continentale où il obtient des résultats mitigés. Il signe son neuvième et dernier podium sur un Gundersen à Erzurum. Il participe à sa dernière épreuve de coupe du monde le 8 janvier 2011 à la coupe de la Forêt-noire à Schonach où il se classe 43e.
Il termine sa carrière sportive lors de l'Universiade d'hiver de 2011. Il termine 2e sur le Gundersen à une dizaine de secondes derrière Tommy Schmid. Il termine 4e de la Mass Start à 1,5 points points de Tommy Schmid,. Il termine 6e de l'épreuve par équipes avec Florian Schillinger et Jörg Ritzerfeld. En tête avant le dernier relais grâce à un bon temps de ski de Steffen Tepel l'équipe allemande fini à 3 min 6 s. Le dernier relayeur, Jörg Ritzerfeld, est un sauteur à ski qui remplaçait Christian Ulmer malade. Il est désigné « Sportif de l'année » 2011 par la Fédération allemande du sport universitaire (de),.
À la fin de sa carrière sportive en 2011, il voulait prendre une année sabbatique et finir ses études en sciences du sport à l'Université de Fribourg-en-Brisgau. Mais, en juillet 2011, Swiss ski l'engage pour entraîner l'équipe de coupe continentale. À la suite du départ de Robert Treitinger, Steffen Tepel est nommé en 2013 entraîneur en chef de l'équipe suisse. Sous ses ordres, Tim Hug parvient à remporter une épreuve de la Coupe du monde et il réussit à se qualifier pour les Jeux olympiques,. Il quitte son poste en avril 2014. En mai 2015, il devient entraîneur pour le comité de ski du Land du Bade-Wurtemberg. En parallèle il exerce aussi l'activité d'entraîneur en Neuro Athletic Training (de).

## Résultats

### Coupe du monde

#### Différents classements en coupe du monde
| Année     | Classement général final |
| --------- | ------------------------ |
| 2006-2007 | 47e                      |
| 2008-2009 | 68e                      |

#### Détail des résultats
| Place / Épreuve | Place / Épreuve | Gundersen | Sprint | Mass Start | Team Sprint | Relais | Total |
| --------------- | --------------- | --------- | ------ | ---------- | ----------- | ------ | ----- |
| 1re place       |                 |           |        |            |             |        |       |
| 2e place        |                 |           |        |            |             |        |       |
| 3e place        |                 |           |        |            |             |        |       |
| Top 10          | Top 10          |           |        |            |             | 1      | 1     |
| Points          | Points          | 2         |        |            |             | 2      | 4     |
| Départ          | Départ          | 7         |        | 2          |             | 2      | 11    |

### Coupe du monde B

#### Différents classements en Coupe du monde B
| Année     | Classement général final |
| --------- | ------------------------ |
| 2003-2004 | 53e                      |
| 2004-2005 | 29e                      |
| 2005-2006 | 23e                      |
| 2006-2007 | 2e                       |
| 2008-2009 | 19e                      |
| 2009-2010 | 9e                       |
| 2010-2011 | 35e                      |

#### Détail des podiums individuels
| Édition | Épreuve                               | Place |
| ------- | ------------------------------------- | ----- |
| 2006    | Klingenthal (Sprint – HS140 / 7,5 km) | 3e    |
| 2007    | Park City (Sprint – HS134 / 7,5 km)   | 3e    |
| 2007    | Stryn (HS100 / 15 km)                 | 2e    |
| 2007    | Stryn (Sprint – HS100 / 7,5 km)       | 2e    |
| 2007    | Kuusamo (HS142 / 15 km)               | 3e    |
| 2009    | Whistler (Gundersen – HS106 / 10 km)  | 3e    |
| 2010    | Park City (Gundersen – HS134 / 10 km) | 3e    |
| 2010    | Park City (Gundersen – HS134 / 10 km) | 3e    |
| 2011    | Erzurum (Gundersen – HS109 / 10 km)   | 2e    |

### Grand prix d'été de combiné nordique
| Année | Classement général final |
| ----- | ------------------------ |
| 2005  | 20e                      |
| 2007  | 24e                      |
| 2009  | 49e                      |
| 2010  | 20e                      |

### Championnats du monde junior
| Épreuve / Édition    | Épreuve / Édition    | Rovaniemi 2005 |
| -------------------- | -------------------- | -------------- |
| Gundersen individuel | Gundersen individuel | 17e            |
| Sprint               | Sprint               | 9e             |
| Par équipe           | Par équipe           | 1re            |

### Universiade
| Épreuve / Édition | Épreuve / Édition | Harbin 2009 | Erzurum 2011 |
| ----------------- | ----------------- | ----------- | ------------ |
| Gundersen         | Gundersen         | 1er         | 2e           |
| Mass start        | Mass start        | 5e          | 4e           |
| Par équipe        | Par équipe        | 2e          | 6e           |

### Championnat d'Allemagne

#### Combiné nordique
| Épreuve / Édition | 2002                             | 2003                             | 2004                             | 2005                             | 2006                             | 2007                             | 2008                             | 2009                             | 2010                                    |
| ----------------- | -------------------------------- | -------------------------------- | -------------------------------- | -------------------------------- | -------------------------------- | -------------------------------- | -------------------------------- | -------------------------------- | --------------------------------------- |
| Hiver             | Épreuve inexistante à cette date | Épreuve inexistante à cette date | Épreuve inexistante à cette date | Épreuve inexistante à cette date | Épreuve inexistante à cette date | Épreuve inexistante à cette date | Épreuve inexistante à cette date | Épreuve inexistante à cette date | Épreuve inexistante à cette date        |
| Eté               | 19e (Sprint) 25e (Gundersen)     | 17e (Sprint)                     | -                                | 14e (Sprint)                     | -                                | 2e (Sprint) 7e (Gundersen)       | 13e (Mass Start) 15e (Sprint)    | -                                | 6e (Gundersen) 4e (épreuve par équipes) |

#### Saut à ski
Le 17 juillet 2004, il participe aux championnats d'Allemagne de saut à ski (de) où il remporte la Klasse B.